# Óró sé do bheatha abhaile
Óró sé do bheatha abhaile([ˈoːɾˠoː ʃeː d̪ˠə ˈvʲahə ˈwalʲə], 오로 셰 더 바허 왈려)는 아일랜드의 300년 이상 된 오랜 민요이다. 20세기 초 아일랜드 독립 전쟁 당시 저항가요로 불렸고 2006년 영화 《보리밭을 흔드는 바람》에 삽입되면서 세계적으로 알려졌다. 아일랜드어로 된 노래로 "Óró"는 환호를 나타내는 의성어이고, "bheatha abhaile"는 "집에 잘 돌아왔네"를 뜻한다.

## 역사
대부분의 민요처럼 이 노래 역시 누가 언제 만들었는 지 알기 어렵다. 그러나 이후 다듬어진 몇 가지 변형은 추적이 가능하다.
1884년 브레노모어의 프란시스 호건은 "70년은 족히 된" 이 노래가 집들이나 신부 맞이 노래로 불리고 있다고 하면서 아래의 후렴부를 소개하였다. 새신랑이 신부를 신혼집에 들이며 부르던 노래라는 것이다.

"Oro, sé do bheatha a bhaile, is fearr liom tu ná céad bo bainne

Oro, sé do bheatha a bhaile, thá tu maith le rátha.

어이, 집에 잘왔소, 암소 백 마리보다 당신이 낫지

어이, 집에 잘왔소, 이곳에서 행복하게 잘삽시다.

1915년 모너핸주 파니 출신의 엔리 오미게사도 이와 비슷한 기록을 남겼지만, "그러나 노랫가락은 내가 사는 시대엔 이미 잊혔다"라고 하면서 집들이 전통에 대해서는 언급하지 않았다. 후렴구도 행복하게 잘살자는 "thá tu maith le rátha"에서 당신이 온 지 석달이 되었네 라는 뜻의 "Tá tú amuiġ le ráiṫċe"로 바꾸어 적고 있다.
노래의 여러 가사 중에 아일랜드어: Séarlas Óg(어린 찰스)라는 구절이 있었기 때문에 자코바이트의 난 당시 자코바이트들은 찰스 에드워드 스튜어트를 지지하는 노래로 부르기 시작하였다.
오늘날 알려진 노랫가락은 1855년 조지 페트리의 《아일랜드 음악 완선집》에 "고대 클랜의 행진곡"이라고 설명된 노래 가운데 후렴구가 이 노래와 같은 것을 참조하여 재현된 것이다.
20세기초 아일랜드 민족주의 시인 패트릭 피어스가 부활절 봉기 기간 중에 아일랜드 의용군 집회에서 종종 이 노래를 불렀고 이후 아일랜드 독립전쟁 기간 동안 빠르게 대중들에게 전파되었다.

## 가사
오래된 민요로 여러 변형이 있다. 패트릭 피어스가 다듬은 가사는 다음과 같다.
| 후렴: Óró, sé do bheatha 'bhaile, Anois ar theacht an tsamhraidh. 'Sé do bheatha, a bhean ba léanmhar, Do b' é ár gcreach tú bheith i ngéibheann, Do dhúiche bhreá i seilbh méirleach, Is tú díolta leis na Gallaibh. 후렴 Tá Gráinne Mhaol ag teacht thar sáile, Óglaigh armtha léi mar gharda, Gaeil iad féin is ní Gaill ná Spáinnigh, Is cuirfidh siad ruaig ar Ghallaibh. 후렴 A bhuí le Rí na bhFeart go bhfeiceam, Mura mbeam beo ina dhiaidh ach seachtain, Gráinne Mhaol agus míle gaiscíoch, Ag fógairt fáin ar Ghallaibh. 후렴 | 후렴: 어이, 집에 잘왔네, 이제 여름이 되었군. 큰 고통 받는 여인이여 어서 오시오 그대의 속박은 우리의 멸망이었소 우리의 좋은 땅은 도둑맞았고 그대는 침략자에게 팔려갔으니 후렴 그라너 밀이 바다를 건너 돌아오네 무장한 전사들이 그녀를 둘러싸 호위하고 그들은 게일인일뿐 침략자도 아니오 스페인 사람도 아니지 그리고 그들이 침략자를 몰아내리니 후렴 기적의 왕을 우리 보게 되리라 우리가 앞으로 단지 일주일을 산다 하여도 그라너 밀과 천명의 전사들이 침략자를 분쇄하리라 후렴 |